# Batman (serial)
Pour les articles homonymes, voir Batman (homonymie).
Pour plus de détails, voir Fiche technique et Distribution.
Batman (The Batman ou An Evening with Batman and Robin) est un serial américain en quinze chapitres réalisé par Lambert Hillyer, sorti le 16 juillet 1943 aux États-Unis, produit par Columbia Pictures, qui est la première adaptation audiovisuelle en prise de vues réelles de la bande dessinée éponyme Batman.

## Synopsis
Batman et Robin affrontent le Docteur Daka, un espion japonais qui a inventé une machine pouvant contrôler les esprits.

## Fiche technique
- Titre original : Batman
- Réalisation : Lambert Hillyer
- Scénario : Bob Kane (personnage), Victor McLeod, Leslie Swabacker et Harry L. Fraser
- Photographie : James S. Brown Jr
- Montage : Dwight Caldwell et Earl Turner
- Musique : Lee Zahler
- Direction musicale : Lee Zahler (Non crédité)
- Production : Rudolph C. Flothow
- Société de production : Columbia Pictures Corporation
- Société de distribution : Columbia Pictures
- Pays :  États-Unis
- Langue : anglais
- Format : noir et blanc
- Durée : 260 minutes
- Genre : super-héros

## Distribution
- Lewis Wilson : Batman/Bruce Wayne
- Douglas Croft : Robin/Dick Grayson
- J. Carrol Naish : Docteur Tito Daka/Prince Daka
- Shirley Patterson : Linda Page
- William Austin : Alfred Pennyworth

Acteurs non crédités
- Frank Austin : un employé d'hôtel
- Tom London : Andrews
- Frank Shannon : Dr Hayden
- Charles C. Wilson : Capitaine de police Arnold

## Contexte
Le film a été tourné durant la Seconde Guerre mondiale, et comme il était courant de voir dans de nombreuses œuvres populaires américaines de fiction, on trouve des éléments racistes envers les Japonais (le méchant est un espion japonais, et Robin l'insulte même dans une scène en lui disant qu'il est « aussi jaune que [sa] peau »). Le film avait aussi un budget très limité, courant dans de nombreux serials de Columbia. Même sous l'identité de Batman et Robin, Bruce Wayne et Dick Grayson se servaient toujours de la même Cadillac conduite par Alfred, la Batmobile étant absente de l'histoire. Quant à cette Cadillac Series 75 pour être précis, elle a été créée au General Motors par le styliste Harley J. Earl.
Comme l'on peut remarquer, l'affiche originale du film souligne le titre The Batman alors qu'à l'écran, on lit Batman. En 1965, lors de la rediffusion, le titre change en An Evening with Batman and Robin.
Lewis Wilson y joue le rôle de Batman et Douglas Croft dans le rôle de Robin. J. Carrol Naish y incarne le méchant, un personnage inédit s'appelant le Docteur Daka. On y trouve aussi Shirley Patterson dans le rôle de Linda Page et William Austin dans le rôle d'Alfred Pennyworth.
Y apparait pour la première fois The Bat's Cave, devenu plus tard la Batcave dans le comics, avec son entrée dissimulée derrière une horloge de grand-père. Alfred Pennyworth était d'ailleurs bedonnant et rasé de près dans le comics à l'époque, et le serial le montre mince et moustachu. L'Alfred du comics changea ainsi d'aspect pour ressembler à sa version du serial, ce qui est depuis devenu son concept permanent.
Lorsqu'il fut vendu sous forme de vidéo-cassette vers la fin des années 1980, il a été beaucoup modifié afin d'enlever les contenus considérés racistes. Contrairement à une croyance populaire, ce n'était pas dû au fait que Columbia était entré en possession de Sony (entreprise japonaise), puisque cette version modifiée a été vendue par un distributeur indépendant, GoodTimes Entertainment. 
Cependant, la chaîne privée American Movie Classics a passé le serial et sa suite sans coupure ni censure, au début des années 1990.
Sony a sorti le serial en DVD en octobre 2005. Ce DVD est une version non-modifiée, à l'exception du second chapitre qui manque sa séquence Chapitre suivant.

## Chapitres
1. Le Cerveau électrique (The Electrical Brain)
2. La Grotte de la Chauve-souris (The Bat's Cave)
3. La Marque des zombies (Mark of the Zombies)
4. Les Esclaves du Soleil levant (Slaves of the Rising Sun)
5. Le Cadavre vivant (The Living Corpse)
6. Péril au poison (Poison Peril)
7. Le Faux Docteur (The Phony Doctor)
8. Entraîné par du radium (Lured by Radium)
9. Le Signe du Sphinx (The Sign of the Sphinx)
10. Espions volants (Flying Spies)
11. Un piège nippon (A Nipponese Trap)
12. Les Braises du mal (Embers of Evil')
13. 8 pas vers le bas (8 Steps Down)
14. Le Bourreau frappe (The Executioner Strikes)
15. La Damnation du Soleil levant (Doom of the Rising Sun)